# ClusterKnoppix
ClusterKnoppix est une distribution Linux, qui est une modification de Knoppix, mais qui utilise le noyau patché
Linux appelé OpenMosix. Le projet est arrêté.
Comme son nom l'indique, elle cumule les particularités de Knoppix, c'est-à-dire l'utilisation directement sur CD sans installation (live CD), et la possibilité de constituer une grappe de calcul (cluster en anglais) à partir de plusieurs ordinateurs en réseau.
Cette distribution a pour principale vocation de proposer une solution clef en main pour réaliser des tests de clusters OpenMosix. Elle n'est plus maintenue, et reste donc en version « stable ».
La distribution ne démarre pas OpenMosix en mode détection automatique des nodes (auto discovery) et, pour la faire fonctionner, il est quasiment nécessaire de lancer le daemon de discovery à la main, ainsi que le terminal serveur openMosix.
Enfin, cette distribution (dans sa version 3.6, qui n'a pas évolué à la date de l'écriture de cet article depuis 2004), est basée sur un kernel 2.4 ne supportant pas la console VGA, le démarrage vous demandant de choisir un mode graphique. Enfin, la version des logiciels installés n'est pas particulièrement stable.
En résumé, cette distribution est un bon moyen de démonstration, test ou prise en main d'OpenMosix, mais reste limitée au simple usage de test. Elle n'est absolument pas applicable à une solution de production.